# Provincia Batman
Provincia Batman este o provincie a Turciei cu o suprafață de 4,649 km², localizată în partea de sud est a țării.